# Championnat du Ghana de football 2021-2022
Navigation
Saison précédente Saison suivante
La saison 2021-2022 du Championnat du Ghana de football est la soixante-deuxième édition de la première division au Ghana.
Hearts of Oak Sporting Club est le tenant du titre. A l'issue de la saison, Asante Kotoko SC termine à la première place et remporte son 26e titre de champion.

## Déroulement de la saison
Le championnat est composé de dix-huit équipes, il démarre le 29 octobre 2021. Il y aura trois clubs relégués en fin de saison. Pour deux des trois promus, il s'agit de la première participation en Premier League, pour Bibiani Gold Stars FC et Accra Lions Football Club, Real Tamale United revient après huit années d'absence.

## Les clubs participants
- Medeama Sporting Club
- Elmina Sharks FC
- West Africa Football Academy
- Berekum Chelsea
- Ashanti Gold SC
- Dreams FC
- Hearts of Oak SC
- Aduana Stars
- Bechem United
- Asante Kotoko SC
- Karela Football Club
- Techiman Eleven Wonders FC
- Legon Cities FC
- Great Olympics
- King Faisal Babies
- Bibiani Gold Stars - promu de D2
- Accra Lions Football Club - promu de D2
- Real Tamale United - promu de D2

## Compétition
Le barème de points servant à établir les classements se décompose ainsi :
- Victoire : 3 points
- Match nul : 1 point
- Défaite : 0 point

### Classement
| Rang | Équipe                     | Pts | J  | G  | N  | P  | Bp | Bc | Diff |
| ---- | -------------------------- | --- | -- | -- | -- | -- | -- | -- | ---- |
| 1    | Asante Kotoko SC           | 67  | 34 | 19 | 10 | 5  | 48 | 20 | +28  |
| 2    | Medeama Sporting Club      | 56  | 34 | 16 | 8  | 10 | 28 | 25 | +3   |
| 3    | Bechem United              | 54  | 34 | 13 | 15 | 6  | 37 | 24 | +13  |
| 4    | Karela Football Club       | 52  | 34 | 13 | 13 | 8  | 43 | 33 | +10  |
| 5    | Great Olympics             | 48  | 34 | 12 | 12 | 10 | 36 | 31 | +5   |
| 6    | Hearts of Oak T C          | 48  | 34 | 12 | 12 | 10 | 33 | 29 | +4   |
| 7    | Ashanti Gold               | 47  | 34 | 13 | 8  | 13 | 46 | 37 | +9   |
| 8    | Berekum Chelsea            | 47  | 34 | 12 | 11 | 11 | 29 | 30 | -1   |
| 9    | Legon Cities FC            | 46  | 34 | 11 | 13 | 10 | 34 | 26 | +8   |
| 10   | Bibiani Gold Stars P       | 46  | 34 | 14 | 4  | 16 | 34 | 40 | -6   |
| 11   | Aduana Stars               | 45  | 34 | 11 | 12 | 11 | 38 | 28 | +10  |
| 12   | Accra Lions P              | 45  | 34 | 12 | 9  | 13 | 26 | 38 | -12  |
| 13   | Dreams FC                  | 44  | 34 | 11 | 11 | 12 | 47 | 44 | +3   |
| 14   | King Faisal Babies         | 42  | 34 | 12 | 6  | 16 | 30 | 34 | -4   |
| 15   | Real Tamale United P       | 41  | 34 | 10 | 11 | 13 | 40 | 48 | -8   |
| 16   | Techiman Eleven Wonders FC | 40  | 34 | 10 | 10 | 14 | 29 | 38 | -9   |
| 17   | WAFA                       | 35  | 34 | 8  | 11 | 15 | 27 | 42 | -15  |
| 18   | Elmina Sharks FC           | 23  | 34 | 5  | 8  | 21 | 24 | 57 | -33  |

|  | Qualification pour la Ligue des champions de la CAF 2022-2023 |
|  | Qualification pour la Coupe de la confédération 2022-2023     |
|  | Relégation                                                    |

- Ashanti Gold est sous le coup d'une rétrogradation en troisième division pour la saison 2022-2023, à la suite d'une affaire de match truqué[1], le club fait appel[2].

En juillet, l'appel d'Ashanti Gold est rejeté, le club sera relégué en deuxième division, en août un play-off est organisé entre les trois vice-champions des trois groupes de la deuxième division pour connaître le quatrième promu qui prend la place d'Ashanti Gold, le vainqueur est Tamale City.

## Bilan de la saison
| Championnat du Ghana de football 2021-2022 |                            |
| Champion                                   | Asante Kotoko (26e titre)  |
| Coupes et trophées                         |                            |
| Vainqueur de la Coupe du Ghana 2021-2022   | Hearts of Oak              |
| Qualifications continentales               |                            |
| Ligue des champions de la CAF 2022-2023    | Asante Kotoko              |
| Coupe de la confédération 2022-2023        | Hearts of Oak              |
| Promotions et relégations                  |                            |
| Promus en Premier League                   | Nsoatreman FC              |
| Promus en Premier League                   | FC Samartex 1996           |
| Promus en Premier League                   | Akyem Oda Kotoku Royals FC |
| Promus en Premier League                   | Tamale City FC             |
| Relégués en Division One                   | Techiman Eleven Wonders FC |
| Relégués en Division One                   | WAFA                       |
| Relégués en Division One                   | Elmina Sharks FC           |
| Relégués en Division One                   | Ashanti Gold (exclu)       |